# Модель МОП-транзистора ЭКВ
ЭКВ (EKV MOSFET model) — математическая модель МОП-транзистора (MOSFET), предназначенная для использования в программах схемотехнического моделирования и проектирования аналоговых интегральных схем.
Модель была разработана К. Энцем, Ф. Круменахером и Е. А. Виттосом (название модели составлено из первых букв фамилий авторов) в 1995 году, однако основа модели была заложена в 1980-х годах. В отличие от моделей с квадратичным уравнением (Quadratic Model), модель ЭКВ отличается точностью также в подпороговой области работы МОП-транзистора (например, если Vbulk=Vsource тогда МОП-транзистор находится в подпорговой области Vgate-source < VThreshold).
Кроме того, модель ЭКВ содержит много дополнительных специализированных эффектов, которые важны при проектировании микро- и субмикронных КМОП-интегральных схем.